# Andy Robustelli
Andrew Richard „Andy“ Robustelli (* 6. Dezember 1925 in Stamford, Connecticut; † 31. Mai 2011 ebenda) war ein US-amerikanischer American-Football-Spieler. Er spielte als Defensive End in der National Football League (NFL) bei den Los Angeles Rams und den New York Giants.

## Jugend
Andy Robustelli wurde als Sohn des aus Italien stammenden Friseurs Lucien Robustelli und dessen Frau Catherine, einer Schneiderin, in Stamford geboren, wo er auch die High School besuchte. Auf der Schule spielte er neben American Football auch Baseball. Nach seinem Schulabschluss leistete er seinen Wehrdienst in der US Navy. Er nahm an den Kämpfen während des Zweiten Weltkriegs im Pazifik teil. Er diente dabei auf dem Geleitzerstörer USS William C. Cole. Nach seinem Militärdienst studierte er am Arnold College, wo er gleichfalls als American-Football-Spieler und Baseballspieler aktiv war. Von seiner College-Football-Mannschaft wurde er sowohl in der Defensive Line, als auch in der Offensive Line als End eingesetzt. Robustelli war 1,84 cm groß und wog 104 kg. Er selbst befürchtete aufgrund seiner Körpermaße nicht als Profi spielen zu können.

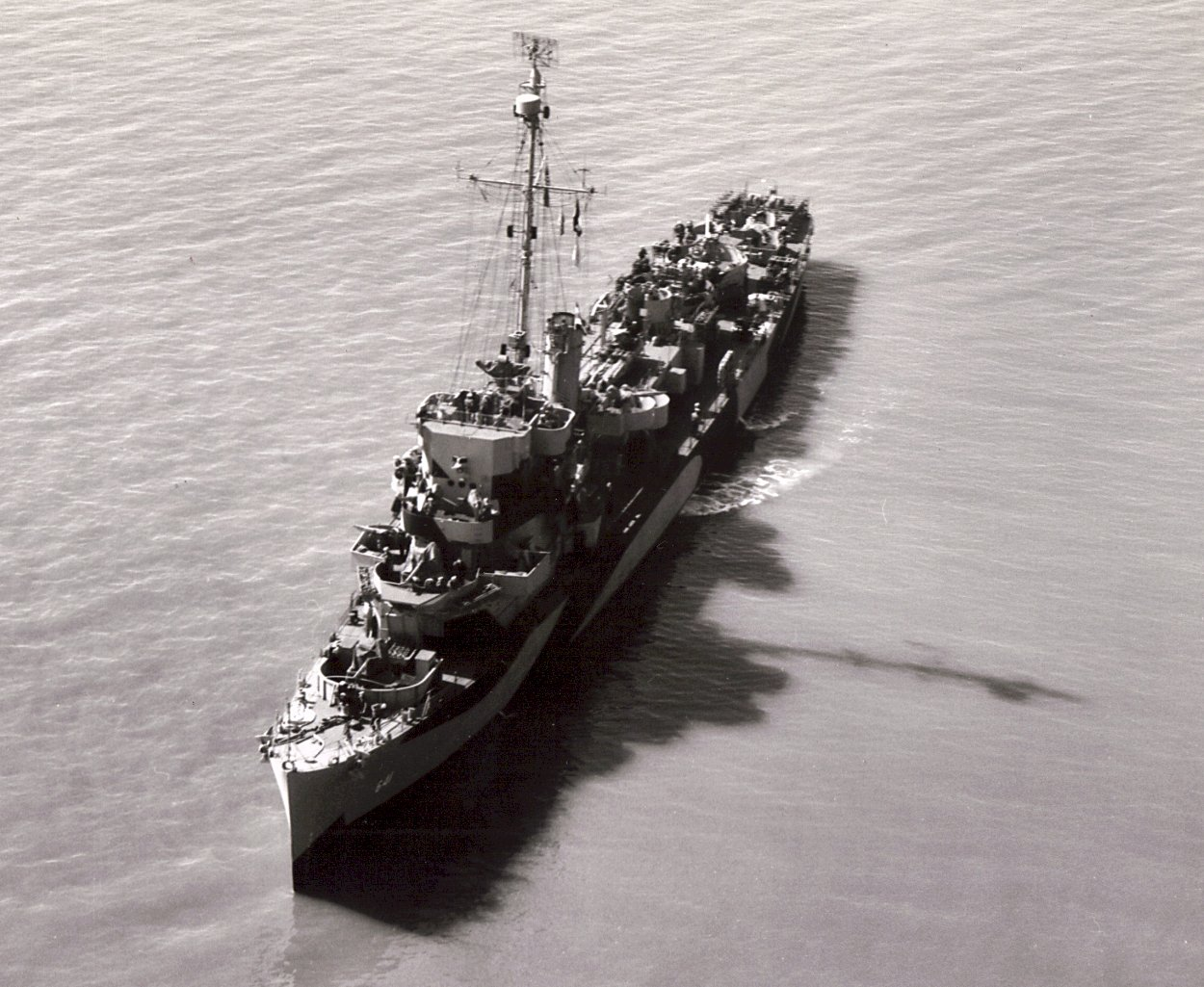
USS William C. Cole

## Spielerlaufbahn
Robustelli erhielt nach seinem Studium im Jahr 1951 ein Angebot der New York Giants, einem Verein der Major League Baseball (MLB). Die Giants planten jedoch ihn in einem Farmteam einzusetzen, woraufhin er sich entschloss einen Vertrag bei den Los Angeles Rams zu unterschreiben, die ihn 1951 in der 19. Runde an 228. Stelle gedraftet hatten. Die späte Verpflichtung machte ihm zunächst keine große Hoffnung auf eine langandauernde NFL-Laufbahn. Seine körperliche Nachteile glich er jedoch durch seine Behändigkeit und Schnelligkeit aus. Der Trainer der Rams Joe Stydahar setzte ihn daher als Defensive End in der Defense der Rams ein. Als Rookie konnte er 1951 auch seinen ersten Meistertitel gewinnen. Im NFL-Endspiel konnten sie die Cleveland Browns mit 24:17 besiegen. Robustelli konnte einen Fumble sichern und den Ball 22 Yards in Richtung der gegnerischen Endzone tragen. Auch in den Jahren 1952 und 1955 konnte Robustelli mit den Rams in das NFL-Endspiel einziehen, beide Spiele gingen jedoch verloren. 
Nach der Saison 1955 wurde Robustelli von den Rams an die New York Giants abgegeben. Auch in seinem ersten Spieljahr bei seinem neuen Team gewann er unter Trainer Jim Lee Howell die NFL-Meisterschaft. Die Giants spielten im NFL Endspiel gegen die Chicago Bears und gewannen das Spiel mit 47:7. Auch in diesem Meisterschaftsspiel konnte er mit einem Fumble zum Sieg seines Teams beitragen. Bis zu seinem Karriereende im Jahr 1964 konnte Robustelli noch fünfmal in das Endspiel einziehen, ein Titelgewinn gelang ihm nicht mehr. Während seiner Laufbahn konnte er 22 Fumble sichern, was die Karrierebestleistung aller NFL-Spieler bedeutete.

## Nach der Laufbahn
Im Jahr 1965 kommentierte er für den amerikanischen Fernsehsender NBC Footballspiele. Er betrieb ein Reisebüro und eine Firma für Sportmarketing. 1974 kehrte er als Sportdirektor zu den New York Giants zurück. Aufgrund permanenter Erfolglosigkeit der Mannschaft legte er sein Amt nach der Spielrunde 1978 nieder. Robustelli war verheiratet und hatte neun Kinder. Er starb an den Folgen einer Blasenoperation und ist auf dem St. Johns Catholic Cemetery in Darien, Connecticut, beerdigt.

## Ehrungen
Andy Robustelli spielte siebenmal im Pro Bowl und wurde zehnmal zum All-Star gewählt. Im Jahr 1962 erhielt er den Bert Bell Award und 1988 den Walter Camp Man of the Year. Er ist Mitglied in der National Italian American Sports Hall of Fame und seit 1971 in der Pro Football Hall of Fame. Die New York Giants ehren ihn auf dem 
New York Giants Ring of Honor.